# Looney Tunes: Back in Action
Looney Tunes: Back in Action är en amerikansk långfilm från 2003 i regi av Joe Dante, med Brendan Fraser, Jenna Elfman, Steve Martin och Timothy Dalton i rollerna.

## Handling
Daffy Anka känner sig ledsen över att alltid stå i skuggan av Snurre Sprätt. När Daffy klagar över detta får han sparken av Kate Houghton. Men Daffy smiter ifrån henne, så säkerhetsvakten DJ - som även är stuntman -  ska försöka fånga in honom igen men det leder till att DJ också får sparken. När DJ kommer hem har Daffy Anka följt efter honom i hans väska. Det visar sig att DJ är son till skådespelarspionen Damian Drake. Sedan ringer en fjärrkontroll som DJ klickar på en knapp. Då kommer det en film fram från en tavla och där visar det sig att Damian är spion på riktigt. Han har blivit fångad av några skurkar. DJ och Daffy beger sig till Las Vegas i en gammal bil som Daffy tror är en spionbil. Det är det inte, för just när de åker därifrån kommer den riktiga spionbilen fram. I filmstudion Warner Brothers vill bröderna Warner ha tillbaka Daffy. Så de säger till Kate att hon får till på måndag på sig att få tillbaka Daffy.
När Kate och Snurre får veta att DJ och Daffy är på väg till Las Vegas tar de spionbilen och följer efter. När den onda Mr. Chairman som är chef för ACME får veta detta blir han inte så glad. Det är han som fångat Damian. Han skickar ut sina agenter Råbarkar-Sam, Gråben, Mars-Marvin, Helmer Mudd och Taz. I Las Vegas träffar DJ och Daffy Dusty Tails. Hon ger dem ett spelkort som är en ruterdam med Mona Lisa som ansikte. Senare träffar DJ och Daffy Kate och Snurre. I spionbilen råkar Daffy av misstag säga "mamma" och då flyger bilen och råkar krascha i öknen där de hittar ett lab där en som kallas Mamma arbetar. Där frågar DJ vad spelkortet betyder. Hon svarar bara att det är fönstret till vad som finns bakom hennes leende. Så alla fyra åker till Louvren i Paris. Där listar de ut vad det hela handlar om. De lyckas hitta en karta över Afrika. Där ska ACME-bolaget hitta diamanten Blå Apan som kan förvandla alla människor till apor som ska göra en massa ACME-produkter, sedan ska de förvandla tillbaka dem till människor som köper sakerna. Kate knäpper ett kort på kartan med sin mobil men ACME-bolaget lyckas få tag på mobilen men alla vännerna vet var skatten finns i alla fall. I Afrika träffar de på Sylvester och Pip och den gamla damen. Men när de hittat diamanten visade det sig att det var Chairman och Mr. Smith och Taz som var utklädda till Sylvester och Pip och den gamla damen. Så de tvingar dem att lämna över diamanten. I ACME-bolaget åker Mars Marvin upp till rymden för att göra massor av strålar som skjuter ner till jorden för förvandla alla till apor men Daffy och Snurre stoppar Marvin och lyckas bara förvandla Chairman. Daffy och DJ får jobbet tillbaka och pappan är räddad.

## Rollista
- Brendan Fraser - DJ/Sig själv.
- Jenna Elfman - Kate Houghton.
- Timothy Dalton - Damian Drake.
- Heather Locklear - Dusty Tails.
- Joan Cusack - Mamma.
- Bill Goldberg - Mr Smith.
- Don Stanton - Mr.Warner.
- Dan Stanton - Mr.Warners bror.
- Steve Martin - Mr.Chairman.
- Marc Lawrence - ?
- Bill Mckinney - ?
- George Murdock - ?
- Ron Perlman - ?
- Robert Picardo - ?
- Leo Rossi - ?
- Vernon G. Wells - ?
- Mary Woronov - ?
- Dick Miller - Säkerhetsvakten.
- Roger Corman - Hollywoodregissören.
- Kevin McCarthy - Dr.Bennel.
- Jeff Gordon - Sig själv.
- Matthew Lillard - Sig själv.

## Figurernas röster i originalet
- Snurre Sprätt/Daffy Anka/Beaky Buzzard/Sylvester och Mamma Björn - Joe Alaskey.
- Råbarkar-Sam/Ture Tupp och Nasty Canasta - Jeff Bennett.
- Helmer Mudd och Peter Lorre - Billy West.
- Pip/Mars-Marvin och Speedy Gonzales - Eric Goldberg.
- Pepe Le Skunk - Bruce Lanoil.
- Mormor - June Foray.
- Pelle Pigg - Bob Bergen.
- Shaggy - Casey Kasem.
- Scooby-Doo - Frank Welker.
- Taz och Fru Taz - Brendan Fraser.

## Svenska röster
- Snurre Sprätt/Daffy Anka/Sylvester/Pepe Le Skunk/Råbarkar-Sam/Ture Tupp/Pelle Pigg och Mars-Marvin - Mikael Roupé.
- Helmer Mudd - Olli Markenros.
- Speedy Gonzales - Stefan Frelander.
- Mormor - Anja Schmidt.
- Pip - Gizela Rasch.
- DJ - Kristian Ståhlgren.
- Damian Drake - Fredrik Dolk.
- Kate Houghton - Anna Nordell.
- Mr. Chairman - Jonas Bergström.
- Shaggy - Bobo Eriksson.
- Scooby-Doo - Stefan Frelander.
- Taz - Kenneth Milldoff[1]